# Programari de grup
Habitualment s'anomena programari de grup (en anglès groupware) o programari col·laboratiu (en anglès collaborative software) aquell tipus de programari que serveix perquè un grup de persones pugui treballar cooperativament a través d'una xarxa local, una extranet o a través d'Internet. El groupware engloba eines de comunicació i coordinació entre els participants del treball col·laboratiu.
Algunes de les eines més comunes són, pel que fa a la comunicació entre usuaris:
- correu electrònic
- xat
- sistema de videoconferència
- fòrums

Les eines de coordinació més emprades són:
- wikis
- agenda virtual
- documents compartits
- xarxa social
- marcadors d'adreces d'interès
- intranet